# سولیکامسک
شهر سولیکامسک (به روسی: Соликамск) در کشور روسیه و در کرای پرم واقع شده‌است.